# Synthi-A

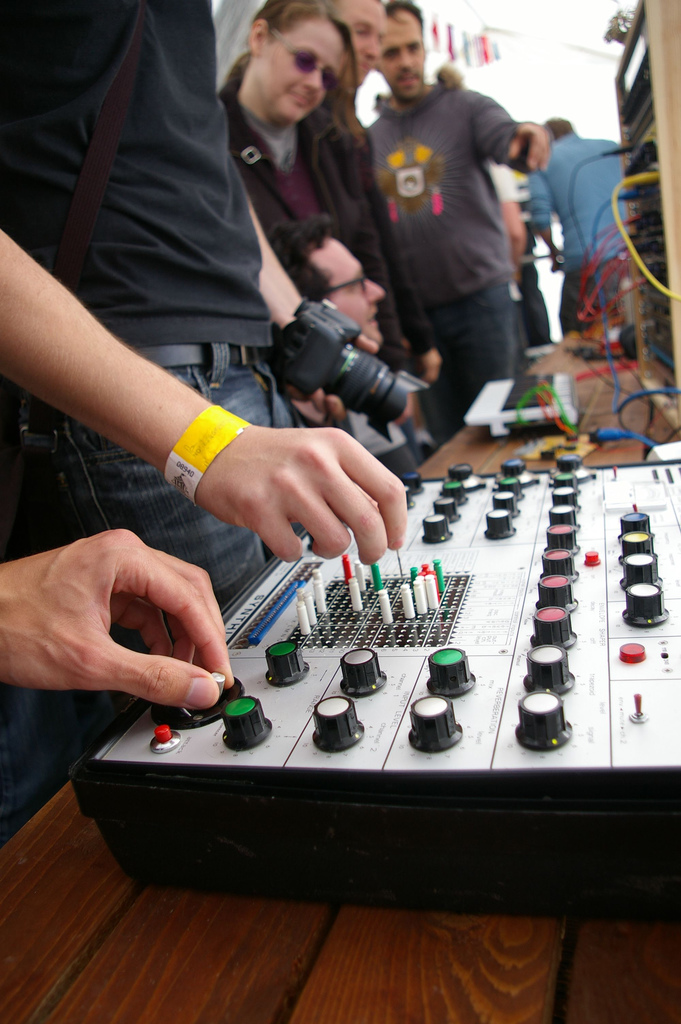
EMS Synthi A

Der Synthi-A ist ein monophoner analoger Synthesizer, der 1971 von der Firma Electronic Music Studios (EMS), London, vorgestellt wurde. Es handelt sich im Wesentlichen um einen VCS 3-Synthesizer.
Im Gegensatz zu diesem war der Synthi-A statt in das L-förmige Holzgehäuse in einen Kunststoff-Aktenkoffer eingebaut. Damit war das Gerät noch kompakter und leichter und sicher zu transportieren. Auf Live- und Studiophotos der 1970er Jahre sind fast ausschließlich Synthi-A und Synthi-AKS (siehe unten) zu sehen, was auf deren weite Verbreitung schließen lässt. Da der Synthi-A auf Alben oder in Bildunterschriften dennoch fast immer als „VCS 3“ bezeichnet wird, ist sein Name kaum bekannt.

## Synthi-AKS
Der Synthi-A war daneben auch als 'KS'-Version erhältlich. Dieser enthielt im Kofferdeckel ein Keyboard und einen Sequenzer. Beide sind jedoch nicht mit heutigen Geräten vergleichbar und waren auch nach damaligen Standards recht rudimentär.
Das Keyboard umfasste nur wenige Töne und bestand aus einer Leiterfläche, auf der blaue und schwarze Folie die „Tasten“ andeutete. Die Leiterfläche reagierte auf Berührung und erzeugte ein elektrisches Signal, das Sequenzer und Synthesizer ansteuern konnte. Das Keyboard hatte also keine mechanischen Tasten, und auch die Größe der Leiterplattenfelder entsprach nicht dem Standard, was die Verwendung der Tastatur einschränkte. Eine ausreichende Ansteuerung des Sequenzers hingegen war durchaus möglich.
EMS führte kurz darauf eine höherwertige mechanische externe Tastatur ein; außerdem konnten beide Modelle über den Steuerspannungseingang mit anderen Tastaturen eingesetzt werden. Heute bietet EMS sogar MIDI-Konverter an, so dass Synthi-A beschränkt MIDI-fähig geworden sind und von modernen Synthesizern und PCs mit Studio-Software angesteuert werden können.
Der Sequenzer erlaubte allein „Echtzeitaufnahmen“ einer auf der Tastatur gespielten Melodie und dies auch nur mit beschränktem Zeitrahmen: Dazu wurden die von der Tastatur gelieferten Spannungswerte zu diskreten Zeitpunkten gemessen und gespeichert; die Abtastfrequenz konnte stufenlos geregelt werden und musste zur rhythmisch getreuen Wiedergabe deutlich über der maximalen Anzahl von Tönen pro Zeitintervall liegen. Insgesamt standen 256 Speicherplätze zur Verfügung, so dass sich die maximale Aufnahmezeit nach der Abtastfrequenz richtete. Da sich auch die Wiedergabegeschwindigkeit stufenlos regeln ließ, bot es sich an, schnelle Melodien langsam mit niedrigerer Abtastfrequenz einzuspielen, um die spielerische Präzision zu gewährleisten.
Obwohl der Synthi-AKS seinerzeit eine bahnbrechende technische Neuerung darstellte und in seiner Leistungsfähigkeit gemessen am Platzbedarf von kaum einem anderen Synthesizer der analogen Ära erreicht wird, ist aus heutiger Sicht ein gewöhnlicher Synthi-A wesentlich effektiver, wenn über die Steuerspannungseingänge und einen MIDI-Konverter moderne Tastaturen, Sequenzer und PCs angeschlossen werden. Dies erlaubt wesentlich komfortablere Bearbeitungen, flexibleren Einsatz, unbeschränkt lange Sequenzen und vor allem eine Synchronisierung zu anderen Sequenzern oder einer auf Klick gespielten Produktion.
Prominentes Beispiel für das charakteristische Wummern der Synthi-AKS ist der Song On the Run der britischen Rockgruppe Pink Floyd auf ihrem Album The Dark Side of the Moon (1973), bei dem mehrere Synthi-AKS miteinander verlinkt wurden. Diese sind teilweise in der Dokumentation Pink Floyd: Live at Pompeii zu sehen, auf dem Album aber als „VCS 3“ - bezeichnet.